# Boža
Boža je žensko osebno ime.

## Izvor imena
Ime Boža je možna skrajšana oblika slovanskih imen Božidara, Božeslava, Božislava, Božena ali pa ga je mogoče razlagati naravnost iz pridevnika božja.

## Različice imena
Božana, Božanka, Božena, Boženka, Božeslava, Božica, Božidara, Božinka, Božijana,  Božislava

## Pogostost imena
Po podatkih Statističnega urada Republike Slovenije je bilo na dan 31. decembra 2007 v Sloveniji število ženskih oseb z imenom Boža: 506.

## Osebni praznik
V koledarju je ime Boža z različicami uvrščeno k imenoma Natalija in Teodora.